# شهرداری خرم‌آباد
شهرداری خرم‌آباد سازمانی است دولتی که در ۱۳۰۵ خورشیدی تأسیس شد و اداره شهر خرم‌آباد را به عهده دارد. ابتدای فعالیت این سازمان محدود به دو محله درب دلاکان و پشت بازار بود اما با توسعه شهر دامنه خدمات این سازمان گسترده شد. شهرداری خرم‌آباد هم‌اکنون شامل ۳ منطقه است.
بر اساس مستندات سازمان شهرداری‌ها و دهیاری‌های کشور، شهرداری خرم آباد از سال ۱۳۱۰ خورشیدی تاسیس شده و در سال ۱۴۰۱، درجه شهرداری این شهر ۱۰ بوده است.

## تاریخ
شهرداری خرم‌آباد فعالیت خود را در سال ۱۳۰۵ آغاز کرد. نخستین شهردار این شهر روح‌الله والی‌زاده و نخستین رئیس انجمن نیز صادق جوادی بود. شهرداری خرم‌آباد در محل فعلی خیابان حافظ بر سر یک سه راهی قرار داشته‌است. پشت بنای شهرداری به کوه متصل است که شعاع گسترش آن را محدود کرده‌است. پیش از انقلاب ۱۳۵۷ مجسمه‌ایی از رضا شاه بر بالای این ساختمان قرار داشت که پس از انقلاب آن را برداشتند. هم‌اکنون، ساختمان شهرداری در مکان دیگری قرار دارد و از این ساختمان به عنوان نگارستان استفاده می‌کنند.
در سال ۱۳۰۷ که رضاخان به خرم‌آباد سفر کرد، شهرداری این شهر در محله شمشیرآباد که آن روزگار محسن‌آباد نام داشت، قرار گرفته بود.

## ساختمان تاریخی شهرداری خرم‌آباد
ساختمان میرملاس در سال ۱۳۱۴ و به منظور استقرار این سازمان ساخته شد. این ساختمان در شمال شهر و در دامنه‌ای با شیب نسبتاً زیاد ساخته شد. دلیل نامگذاری آن به کاری‌گیری نقاشی‌های بدست آمده از غاری در نزدیکی کوهدشت با همین نام بود. ساختمان میرملاس پس از جابجایی شهرداری خرم‌آباد به ساختمانی دیگر، به وزارت فرهنگ پهلوی تحویل شد و پس از مرمت، نگارخانه‌ای در آن برپا شد. این ساختمان در سال ۱۳۸۰ در فهرست آثار ملی ایران به ثبت رسید.